# Hyperapeira
Hyperapeira là một chi bướm đêm thuộc họ Geometridae.